# Construction Time Again
Construction Time Again je treći album grupe Depeche Mode. Snimljen je i izdan 1983. godine.

## O albumu
Construction Time Again je treći studijski album britanskog sastava Depeche Mode. Izdan je 22. Kolovoza 1983. godine i doživio je dva pomaka u poznatom Depeche Mode zvuku... Prvo, tekstovi pjesama bili su dublji, sadržajući tekstove pjesama o kojima bi bilo riječi o svjetskim problemima. Druga stvar je bila kako im je glazba postajala "tamnija". Black Celebration, izdan tri godine kasnije, pokazao je njihovo aromatiziranje i vezivanje uz DM-ov budući rad. Ovo je prvi album na kojemu je i službeni član Depeche Mode-a postao i Alan Wilder.

## Popis pjesama

### 1983 izdanje: Mute / Stumm 13 (UK)
1. "Love, in Itself"  – 4:29
2. "More Than A Party"  – 4:45
3. "Pipeline"  – 5:54
4. "Everything Counts"  – 4:19
5. "Two Minute Warning"  – 4:13
6. "Shame"  – 3:50
7. "The Landscape Is Changing"  – 4:47
8. "Told You So"  – 4:24
9. "And Then..."  – 4:34
10. "Everything Counts (Reprise)"  – 1:05

### 1983 CD izdanje: Sire / 9 23900-2 (US)
1. "Love, In Itself"  – 4:27
2. "More Than A Party"  – 4:30
3. "Pipeline"  – 6:08
4. "Everything Counts"  – 4:24
5. "Two Minute Warning"  – 4:10
6. "Shame"  – 3:50
7. "The Landscape Is Changing"  – 4:46
8. "Told You So"  – 4:25
9. "And Then..."  – 5:40
10. "Everything Counts [Long Version]"  – 7:23

### 2007 re-izdanje
Mute: DM CD 3 (CD/SACD + DVD) / CDX STUMM 19 (CD/SACD)
- Disc 1 je hibridni SACD/CD koji sadrži multikanalni zvuk.
- Disc 2 je DVD na kojemu se nalazi "Construction Time Again" u DTS 5.1, Dolby Digital 5.1 i PCM Stereo formatima plus bonus materijal

1. "Love, In Itself"  – 4:29
2. "More Than A Party"  – 4:45
3. "Pipeline"  – 5:54
4. "Everything Counts"  – 4:19
5. "Two Minute Warning"  – 4:13
6. "Shame"  – 3:50
7. "The Landscape Is Changing"  – 4:47
8. "Told You So"  – 4:24
9. "And Then..."  – 4:34
10. "Everything Counts (Reprise)"  – :59

Bonus Pjesme (u PCM Stereo):
1. "Get The Balance Right!"
2. "The Great Outdoors!"
3. "Work Hard"
4. "Fools"
5. "Get The Balance Right (Combination Mix)"
6. "Everything Counts (In Larger Amounts)"
7. "Love, In Itself 4"

Dodatni Materijal:
1. "Depeche Mode 83 (Teenagers, growing up, bad government and all that stuff )" [31 Minutni video]

## Vanjske poveznice
- Službena stranica
- Depeche Mode Hrvatska